# 아일랜드의 경제
아일랜드의 경제는 고도로 발달된 지식 경제로 농식품 등 첨단 기술, 생명과학, 금융 서비스 및 농업 사업에 초점을 맞추고 있다. 아일랜드는 개방경제(경제자유지수 5위)로 고부가가치 외국인직접투자(FDI) 흐름 1위다.  세계 1인당 국내총생산(GDP) 순위에서 아일랜드는 IMF 186개 중 4위, 세계은행 187개 중 4위다.
1984년부터 2007년까지 매년 꾸준히 성장해 온 아일랜드의 금융위기는 아일랜드 부동산 거품 붕괴와 관련된 국내 경제 문제를 악화시키며 경제에 심각한 영향을 끼쳤다. 아일랜드는 2007년 2분기부터 3분기에 걸쳐 짧은 기술 침체를 겪었고, 2008년 1분기부터 2009년 4분기에 걸쳐 경기 침체를 겪었다.
2010년 경제활동이 정체된 1년 후 아일랜드의 실질 GDP는 2011년 2.2%, 2012년 0.2% 증가했는데, 이는 주로 수출 부문의 개선에 힘입은 것이다. 유럽 국가 부채 위기는 2013년 2분기 현재도 계속되고 있던 2012년 3분기부터 아일랜드의 새로운 불황을 야기했다. 2013년 중반까지 유럽 집행위원회의 아일랜드 경제 전망치는 아일랜드의 성장률이 2013년에는 1.1%, 2014년에는 2.2%의 양성으로 돌아올 것으로 전망했다.
2015년 GDP 성장률이 26.3%(한나라당 성장률 18.7%)로 부풀어 오른 것은 공식적으로 다국적 기업의 본국 전환에 따른 세금 역전 관행이 일부 원인으로 작용했다. 경제학자 폴 크루그먼이 '레프러콘 경제학'으로 지칭한 이 같은 국내총생산(GDP) 성장은 애플이 2015년 1월 아일랜드 자회사를 구조조정한 데 따른 것으로 나타났다.(아일랜드의 조세 피난처 참조) 일부 다국적 기업의 세금 관행에 의한 아일랜드의 경제 통계(GNI, GNP, GDP 포함)의 왜곡은 아일랜드 중앙은행이 그 해 이후 경제의 실상을 보다 정확하게 반영하기 위한 대안적 조치(변경된 GNI 또는 GNI*)를 제안하게 만들었다.
외국인 소유의 다국적 기업은 아일랜드의 상위 20개 기업 중 14개 기업(회전율 기준)을 차지하고 있으며, 민간 부문 노동력의 23%를 고용하고 징수된 법인세의 80%를 납부하는 등 아일랜드 경제에 상당한 기여를 하고 있다.
2019년 중반 현재 아일랜드의 경제 성장률은 특히 브렉시트가 무질서할 경우 하락할 것으로 예측됐다.

## 부문

### 항공기 임대
임대에는 1,200명이 직접 고용되어 있으며 아일랜드의 임대인은 1,000억 유로 이상의 자산을 관리하고 있다. 이는 아일랜드는 전 세계 항공기 중 약 22%를 관리하고 있으며 글로벌 임대 항공기 중 40%를 점유하고 있다는 것을 의미한다. 아일랜드는 선단 규모별로 상위 15개 임대업체 중 14개를 보유하고 있다.

### 주류 산업
음료 산업은 약 9만 2천 명의 직원을 고용하고 있으며 아일랜드 경제에 매년 20억 유로를 기여하고 있어 가장 큰 부문 중 하나이다. 그것은 농업, 증류, 양조업을 지원한다. 맥주(1800명, 간접 3만5000명), 사이다(5000명 일자리 지원), 스피릿(1만4700명 일자리 지원), 위스키(748명 총액 4억유로), 와인(1100명 직접 고용) 등 5개 분야로 나뉜다.

### 공학
다국적 엔지니어링 부문은 18,500명 이상의 직원을 고용하고 있으며 연간 약 42억 유로를 기여하고 있다. 여기에는 산업 제품 및 서비스, 항공우주, 자동차 및 청정 기술 분야의 약 180개 회사가 포함된다.

### 금융 서비스
금융 서비스 부문은 약 35,000명의 직원을 고용하고 있으며 연간 20억 유로의 세금을 경제에 기여하고 있다. 아일랜드는 유럽에서 7번째로 큰 도매 금융 서비스 제공국이다. 이들 기업 중 다수는 더블린의 국제 금융 서비스 센터(IFSC)에 위치하고 있다.

### 소프트웨어
소프트웨어 부문은 약 24,000명의 직원을 고용하고 있으며 160억 유로를 경제에 기여하고 있다. 아일랜드는 세계에서 두 번째로 큰 소프트웨어 수출국이다. 애플, 구글, 페이스북, 마이크로소프트 등 세계 10대 기술 기업이 아일랜드에 진출해 있다. 아일랜드는 900개 이상의 소프트웨어 회사들의 본거지이다.

## 조세 및 복지

### 복지혜택
2007년 12월 기준 아일랜드의 4가지 가족 유형(한 사람, 한부모, 자녀가 없는 외벌이 부부)에 걸친 장기실업자의 순실업급여는 OECD 국가(아이슬란드와 공동) 중 덴마크, 스위스에 이어 세 번째로 높다. 아일랜드에서 1인당 구직자 수당 또는 고용보험제는 2019년 3월 기준으로 주당 203유로이다. 아일랜드에서도 노령연금이 상대적으로 후하다. 주 연금(기부금)의 최대 주당 요율은 66세에서 80세 사이의 단일 연금 수급자에 대해 €248.30이다. 주 연금(비기여금)의 최대 주당 요율은 66세에서 80세 사이의 단일 연금 수급자의 경우 237유로이다.

### 부의 분배 및 과세

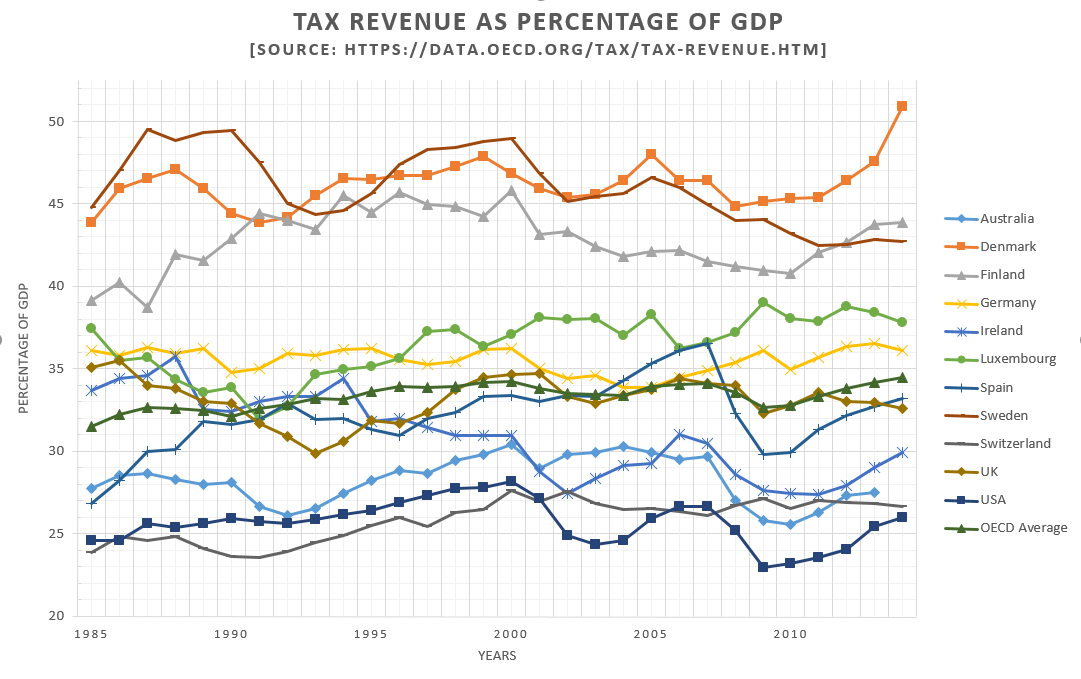
지난 수십 년간 아일랜드의 국내총생산(GDP) 대비 고도로 발전된 다른 주들에 비해 총 세수(%)가 차지하는 비율이다.

상대적 빈곤의 위험에 처한 인구의 비율은 2004년에 21%로 유럽 연합에서 가장 높은 비율 중 하나였다. 아일랜드의 지니계수 기준 소득분배점수 불평등은 2000년 30.4점으로 OECD 평균인 31점을 약간 밑돌았다. 1990년대부터 2006년 말까지 주거용 부동산의 가치가 지속적으로 상승한 것이 아일랜드의 개인 재산 증가의 핵심 요인이었으며, 2006년에는 아일랜드는 개인 재산에서 일본에 이어 2위를 차지했다. 그러나 2007년 초부터 주거용 부동산 가치와 주식은 크게 하락했고 개인 재산의 큰 감소가 예상된다.
1975년부터 2005년까지 세수는 GDP의 약 30%로 변동했다(오른쪽 그래프 참조).

## 통화
2002년 1월 유로 지폐와 동전이 도입되기 전, 아일랜드는 아일랜드 파운드나 펀트를 사용했다. 1999년 1월 아일랜드는 유럽 단일 통화인 유로화를 출범시킨 11개 유럽 연합 회원국 중 하나였다. 유로 지폐는 5유로, 10유로, 20유로, 50유로, 100유로, 200유로 지폐로 발행되며 유럽 전역에서 사용되는 공통 디자인을 공유하지만, 아일랜드도 유로존의 다른 나라들과 마찬가지로 유로 동전의 한 면에 고유의 디자인을 가지고 있다. 정부는 발행 연도와 아일랜드어로 "아일랜드"를 뜻하는 단어 에이레(Éire)로 장식된 켈트 하프를 보여주는 모든 아일랜드 동전 액면들에 대해 단일 국가 디자인을 결정했다.